# Saison 2 de The Punisher
Chronologie
Saison 1
Cet article présente les treize épisodes de la deuxième saison de la série télévisée américaine The Punisher.

## Synopsis
Frank Castle, plus connu sous le pseudonyme de Punisher, part en guerre contre tous les criminels dont ceux qui sont responsables de la mort de sa famille. Il va découvrir que cela cache une conspiration plus vaste qu'il ne l'avait soupçonnée…

## Distribution

### Acteurs principaux
- Jon Bernthal (VF : Jérôme Pauwels) : Frank Castle / The Punisher (13 épisodes)
- Amber Rose Revah (VF : Jessica Monceau) : Dinah Madani (13 épisodes)
- Ben Barnes (VF : Emmanuel Garijo) : Billy Russo / Jigsaw (13 épisodes)
- Josh Stewart (VF : Sébastien Desjours) : John Pilgrim (épisodes 1 à 7 et 9 à 13 - 12 épisodes)
- Floriana Lima (VF : Olivia Luccioni) : Krista Dumont (épisodes 2 à 13 - 12 épisodes)
- Giorgia Whigham (VF : Rebecca Benhamour) : Amy Bendix (épisodes 1 à 6, 8, 9 et 11 à 13 - 11 épisodes)
- Jason R. Moore (VF : Frantz Confiac) : Curtis Hoyle (épisodes 4 à 13 - 10 épisodes)

### Acteurs récurrents et invités
- Mary Elizabeth Mastrantonio (VF : Frédérique Tirmont) : Marion James (épisode 7)
- Alexa Davalos : Beth Quinn (épisodes 1 et 2)
- Teri Reeves : Marlena Olin (épisodes 1 à 3)
- Michael Pemberton : Lieutenant Ferrara (épisodes 1 et 3)
- Kelli Barrett : Maria Castle (épisode 1)
- Aidan Pierce Brennan : Frank Castle Jr. (épisode 1)
- Nicolette Pierini : Lisa Castle (épisode 1)
- Shooter Jennings : lui-même (épisode 1)
- Theo A. Kamp : lui-même (épisode 1)
- James Douglass : lui-même (épisode 1)
- John F. Schreffler Jr. : lui-même (épisode 1)
- Aubrey Richmond : elle-même (épisode 1)
- Tony Plana (VF : François Dunoyer) : Rafael « Rafi » Hernandez  (épisodes 2 et 4)
- Joe Holt : Sheriff Hardin (épisodes 2 et 3)
- Brandon Gill : Ken Ogden (épisodes 2 et 3)
- Jamie Romero : Deputy Murphy  (épisodes 2 et 3)
- Rudy Eisenzopf : Dobbs (épisodes 2 et 3)
- Ramona Floyd : Dr. Evans (épisodes 2 et 3)
- Corbin Bernsen : Anderson Schultz (épisodes 3, 5, 9 et 13)
- Annette O’Toole : Eliza Schultz (épisodes 3, 5, 11 et 13)
- Allie McCulloch : Rebecca Pilgrim (épisodes 3, 5 et 10)
- Zell Steele Morrow : Michael Pilgrim (épisodes 3, 5 et 13)
- Henry Boshart : Lemuel Pilgrim (épisodes 3, 5 et 13)
- Jordan Dean : Jake Nelson (épisodes 5 à 8)
- Manny Urena : Jimbo (épisodes 5 et 6)
- Samuel Gomez : Jose (épisodes 6 à 10 et 12)
- Charles Brice : Bobby (épisodes 6 à 8)
- Kara Young : Wendy (épisodes 6 et 7)
- Jimi Stanton : Todd (épisodes 7 à 10)
- Brett Diggs : Anton (épisodes 7 et 8)
- Brett Bartholomew : Philip (épisodes 7 à 10)
- Todd Alan Crain : David Schultz (épisodes 9, 12 et 13)
- Kevin Chapman : Kusack (épisodes 9 et 10)
- Derek Goh : Danny (épisodes 9 et 10)

### Invités venant des autres séries Marvel/Netflix

#### DeDaredevil
Saison 1, 2 et 3
- Deborah Ann Woll (VF : Noémie Orphelin) : Karen Page (épisode 11)
- Rob Morgan : Turk Barrett (épisode 5)
- Royce Johnson (VF : Mohad Sanou) : Sergent Brett Mahoney (épisodes 3, 4, 6, 8 et 11 à 13)

## Liste des épisodes

### Épisode 1:Le Blues du roadhouse
- Kelli Barrett (Maria Castle)
- Aidan Pierce Brennan (Frank Castle Jr.)
- Nicolette Pierini (Lisa Castle)
- Alexa Davalos (Beth Quinn)

Frank Castle a pris la route, fuyant New York après avoir achevé sa vengeance et laissé Billy Russo défiguré. Pendant un soir dans un bar, il sympathise avec la serveuse, Beth, et croise une jeune fille dont il remarque le comportement suspect. Celle-ci a en possession des photos qu'elle veut revendre à un mafieux russe, mais il est lui-même interrogé par un autre homme pour les mêmes photos. Frank et Beth finissent par passer la nuit ensemble et au matin, prennent un petit-déjeuner avec le fils de Beth. Frank recroise la fuyarde, qui a dormi illégalement dans une chambre du motel où Frank avait réservé. Il prend la route mais décide de revenir au bar pour Beth avant de remarquer que la fille est à nouveau présente, mais que plusieurs personnes armées sont là pour elle. Frank intervient et parvient à mettre à terre les hommes armés, mais Beth est touchée au bras d'une balle. Il la dépose à l'hôpital avant d'emmener la fille pour l'interroger.

### Épisode 2:Se battre ou fuir
- Alexa Davalos (Beth Quinn)

Après avoir roulé toute la nuit, Castle et la fille s'arrêtent à un motel de Larkville dans l'Ohio. Castle soigne ses blessures et prend un peu de repos mais sait les tueurs à ses trousses et la fille, qui dit s'appeler Rachel, déterminée à lui fausser compagnie pour les pellicules photo qu'elle détient encore. Le gang les retrouve et les attaque mais Castle était préparé et parvient à les abattre tous sauf une. Alors que Rachel profitait de la confusion pour fuir, ils sont arrêtés par la police du comté et Castle s'attend à une nouvelle attaque. En effet, l'homme qui les traque, un homme profondément religieux, n'hésite pas à menacer Beth sur son lit d'hôpital pour retrouver Pete Castiglione.

### Épisode 3:Troubler l'eau
John Pilgrim est un homme de foi, suprémaciste blanc repenti dont la famille est aidée financièrement par Anderson et Eliza Schultz, qui paie pour les soins de sa femme malade et l'éducation de leurs deux fils. Ce sont eux qui l'ont envoyé en « mission ».

### Épisode 4:Le Masque
Madani cache Castle et Rachel chez elle, le temps de retrouver Billy Russo. Castle rend visite à son ami Curtis Hoyle pour en savoir plus sur la condition de Russo, et l'ancien militaire est persuadé que Russo ne joue pas la comédie : il est véritablement amnésique depuis que Castle l'a défiguré et laissé pour mort. Castle suggère à Madani de chercher l'un des responsables du foyer où il a grandi, Arthur Walsh, qui avait brisé l'épaule de Russo enfant pour lui avoir refusé ses faveurs. Pendant que Castle est parti Rachel a fait une crise de panique et elle finit par accepter de raconter son histoire : son vrai nom est Amy, et elle faisait partie d'une bande d'arnaqueurs qui a fini assassinée après avoir pris en photo deux hommes s'embrasser pour un mafieux russe.

### Épisode 5:Les Valets
Coincés chez l'agent Madani, Castle et Amy commencent à penser que l'homme de foi qui les a attaqués à Larkville n'a aucun lien avec le mafieux russe qu'Amy avait piégé par ses photos. Pour obtenir le nom du véritable commanditaire, Castle utilise Turk et l'envoie dans le club de sport russe tenu par celui qui a contacté le groupe d'Amy. Comme il s'y attend, les Russes répondent en préparant un piège et Castle se rend au club, battant les derniers hommes de main restants pour obtenir le nom : Nikolai Poloznev, homme d'affaires russe richissime. Pendant ce temps, les Schultz envoient John Pilgrim à New York et alors que Castle et Amy quittent l'appartement de Madani, Pilgirm tue les Russes.

### Épisode 6:Nakazat
Castle et Amy développent les photos en forçant le cabinet d'un pervers avant de confronter Poloznev. Pilgrim suit Madani et la menace en échange de la planque d'Amy et Castle. Poloznev est finalement capturé et Castle l'interroge : l'homme d'affaires a voulu utiliser la photo pour faire chanter le sénateur David Schultz, le fils d'Anderson et Eliza qui cache son homosexualité au public. Frank choisit d'épargner Poloznev et de le laisser partir pour sa fille, Amy lui ayant fait réaliser que Lisa aurait presque le même âge que la fille de Poloznev, mais en se préparant à quitter le pays, Pilgrim le tue.

### Épisode 7:Une mauvaise journée
- Mary Elizabeth Mastrantonio (Marion James)

Russo et le Dr Dumont deviennent amants mais craignant de s'attacher alors qu'il prépare le casse d'un bureau de change, Russo préfère partir et la laisser à ses tourments pour rejoindre le groupe de vétérans et se consacrer à la préparation du braquage.

### Épisode 8:Le Gardien de mon frère
Dans la fusillade, Russo perd pied en réalisant que son ancien meilleur ami et frère d'armes est celui qui l'a défiguré et laissé amnésique. Castle et Curtis échouent à abattre Russo, hésitant à tuer un homme qui a oublié ses crimes passés. Russo fuit avec son gang, tue ceux qui commencent à se retourner contre lui avant de se réfugier chez le Dr Dumont avec l'argent du braquage. L'agent Mahoney parvient à coincer Castle mais Curtis l'empêche de l'arrêter.

### Épisode 9:Fichu boxon
Castle revient à la caravane au matin, l'esprit clair et déterminé à tuer Russo, malgré Madani qui lui demande de l'aider à l'arrêter légalement.

### Épisode 10:Le Sombre cœur des hommes
Pilgrim se retrouve à affronter son ancien gang à mains nues. Il les tue tous mais s'en sort grièvement blessé. Alors qu'il cherche à se soigner dans une chambre d'hôtel, il replonge dans ses anciens penchants pour la drogue, l'alcool et les prostituées, s'interrogeant sur sa repentance.

### Épisode 11:L'Abysse
- Deborah Ann Woll (Karen Page)

La femme de John Pilgrim est morte de son cancer. Eliza Schutz vient lui annoncer la nouvelle en personne et veut contrôler le tueur, en pleine crise de foi, et l'amener à rester concentré sur sa mission.
Persuadé d'avoir tué trois prostituées dans la fusillade au Valhalla, Castle s'est laissé arrêter et envoyé à l'hôpital. Karen Page lui rend visite en tant qu'avocate mais il refuse d'être défendu. Amy s'infiltre également dans l'hôpital pour le libérer, sa localisation étant publique et un tueur pouvant venir à tout moment. Madani veut en savoir plus sur la fusillade et Mahoney, chargé de l'enquête, lui laisse accès au minimum. Elle commence à douter quand Russo appelle pour narguer Castle. Russo veut comprendre comment Dumont en est venue à accepter qu'il tue trois prostituées pour l'aider à se venger de Castle et se reconstruire, et elle accepte de raconter comment elle a eu ses cicatrices : son père, vétéran du Viêt Nam, a refusé que sa femme demande le divorce et a préféré se jeter au travers de la fenêtre de son appartement avec sa fille dans ses bras.

### Épisode 12:Crash
Mahoney et Castle sont poursuivis par Pilgrim, qui pousse leur ambulance depuis un pont. Alors qu'il va pour les achever, Madani le renverse en voiture mais il parvient à fuir dans la voiture de Madani. Castle sort de l'ambulance qui allait exploser et le laisse avant de fuir. Il retrouve l'adresse du sénateur Schultz et exige de lui que le contrat soit levé. Pilgrim trouve dans le GPS de la voiture de Madani l'adresse de la caravane, où il trouve Curtis. Quand Amy surgit, elle prend aussitôt la fuite, Pilgrim retenu par Curtis. Pilgrim retourne à son hôtel et Amy, réfugiée dans le coffre de la voiture, attend qu'il soigne ses blessures dans sa chambre pour le rejoindre avec un fusil. Castle et Curtis interrogent le sénateur et comprennent que ce sont ses parents qui veulent éviter que les photos montrant que David Schultz est homosexuel soit révélées.

### Épisode 13:La Tempête
Après avoir vu Dumont blessée, Russo tente de tuer Madani dans l'appartement de la psychologue mais elle parvient à le blesser avant qu'il ne l'étrangle. À son réveil, Russo est parti trouver un médecin pour le forcer à extraire les balles.
Castle appelle Anderson et Eliza Schultz devant leur fils et reconnaissent être derrière le contrat. Amy a hésité à affronter Pilgrim seule et préfère appeler Castle. Les tirs fusent et Amy finit capturée par Pilgrim, qui exige un échange, mais pendant son absence, Curtis a préféré libérer le jeune sénateur, innocent et juste, et le livrer à Mahoney. Pilgrim et Castle se retrouvent et commencent un combat de rue dans la décharge autour de la caravane. Castle prend le dessus et Pilgrim n'a qu'une dernière volonté : que ses fils soient épargnés. Au matin, Curtis reçoit un appel de Russo, réfugié dans la salle où il donne les réunions de son groupe de soutien, sans son argent volé par le médecin quand il a perdu connaissance. Il voudrait de la compagnie alors qu'il agonise mais c'est Castle qui vient le voir et l'achever. Plus tard, Castle et Amy retrouvent les Schultz dans leur manoir. Eliza tente de tuer Amy, aussi Castle l'abat et donne le choix à Anderson : le suicide ou affronter la colère publique quand ses crimes seront révélés. Alors que Pilgrim retrouve ses deux fils, Anderson Schultz se tue. Pilgrim part et Amy prend un bus pour la Floride où elle vivra son rêve de l'exploration sous-marine. Dumont, qui a survécu, attend que Russo revienne depuis son lit d'hôpital.